# كلاتة حاجي عظيم
كلاتة حاجي عظيم (بالفارسية: کلاته حاجی عظیم) هي قرية تقع في قسم بالابند الريفي في إيران. يقدر عدد سكانها بـ 17 نسمة بحسب إحصاء 2016.